# 寡妇和不义的官的比喻
寡妇和不义的官的比喻是《路加福音》第18章第1-9节记载的一个耶稣的比喻。在这个比喻中说到某城里有一个“不惧怕神，也不尊重人”的审判官，一位寡妇坚持不断地要求为她伸冤，起初这个不义的审判官多时不肯，后来却因为这位寡妇的坚持，最终同意为她伸冤，“免得她不断来缠磨我”。耶稣用这个比喻鼓励他的门徒要常常祷告，不可灰心，神要“快快的给他们伸冤”。